# Молас (Франция)
Мола́с (фр. Molas, окс. Molans) — коммуна во Франции, находится в регионе Окситания. Департамент — Верхняя Гаронна. Входит в состав кантона Л’Иль-ан-Додон. Округ коммуны — Сен-Годенс.
Код INSEE коммуны — 31347.

## География
Коммуна расположена приблизительно в 620 км к югу от Парижа, в 60 км к юго-западу от Тулузы.
На юго-востоке коммуны протекают реки Жес и Ларжо.

## Климат
Климат умеренно-океанический. Зима мягкая и снежная, весна характеризуется сильными дождями и грозами, лето сухое и жаркое, осень солнечная. Преобладают сильные юго-восточные и северо-западные ветры.

## Население
Население коммуны на 2010 год составляло 162 человека.
| 1962 | 1968 | 1975 | 1982 | 1990 | 1999 | 2010 |
| ---- | ---- | ---- | ---- | ---- | ---- | ---- |
| 175  | 162  | 136  | 134  | 121  | 146  | 162  |

## Администрация
| Период | Период | Фамилия       | Партия | Примечания |
| ------ | ------ | ------------- | ------ | ---------- |
| 2001   | 2008   | Жильбер Муисе |        |            |
| 2008   | 2014   | Стефан Лоз    |        |            |
| 2014   | 2020   | Жоэль Меду    |        |            |

## Экономика
В 2010 году среди 104 человек трудоспособного возраста (15—64 лет) 72 были экономически активными, 32 — неактивными (показатель активности — 69,2 %, в 1999 году было 70,7 %). Из 72 активных жителей работали 66 человек (39 мужчин и 27 женщин), безработных было 6 (3 мужчин и 3 женщины). Среди 32 неактивных 12 человек были учениками или студентами, 11 — пенсионерами, 9 были неактивными по другим причинам.